# ۲۶ مهر
۲۶ مهر دویست و دوازدهمین روز از سال در گاه‌شماری خورشیدی است. به پایان سال ۱۵۳ روز (۱۵۴ روز در سال کبیسه) باقی‌است.

## مناسبت‌ها
- روز تربیت بدنی و ورزش[۱]

## رویدادها
- ۳۹۹ ق ه - احداث شهر «به اردشیر» در ایالت کرمان، به دستور اردشیر ساسانی
- ۱۲۷۷ - انتشار روزنامه تندرو مساوات، به مدیریت سید محمدرضا شیرازی، در تهران
- ۱۳۳۴ - تصویب لایحه الحاق ایران به پیمان دفاعی بغداد (شامل کشورهای انگلستان، ترکیه، عراق، پاکستان) در مجلس سنا
- ۱۳۵۰ - جمعیت کل کشور ۳۰ میلیون و ۲۰ هزار نفر (۱۲ میلیون و ۳۹۸ هزار نفر شهری و ۱۷ میلیون و ۶۲۲ هزار نفر روستایی) اعلام شد.
- ۱۳۸۰ - گشایش موزه محمود فرشچیان، نگارگر معصر، در مجموعه فرهنگی تاریخی سعدآباد تهران
- ۱۳۸۰ - اعطای جایزه علمی یونسکو به «سیما رأفتی سیدی یزدی»، استاد ایمونولوژی مؤسسه پاسور ایران
- ۱۳۸۱ - پرده برداری از آخرین تابلوی نگارگری استاد محمود فرشچیان، موسوم به تابلوی علی‌اصغر در کاخ موزه سعدآباد
- ۱۳۸۸ - بمب‌گذاری انتحاری در پیشین
- ۱۳۹۰ - حادثه پرواز شماره ۷۴۳ ایران‌ایر

## زادروزها
- ۱۳۰۱ - ابراهیم گلستان، داستان‌نویس و فیلم‌ساز
- ۱۳۵۳ - مازیار فلاحی، خواننده

## درگذشت‌‌ها
- ۱۳۸۸ - نورعلی شوشتری، فرمانده کشته‌شده سپاه پاسداران در انفجار انتحاری در پیشین
- ۱۳۹۰ - شاه‌علی سرخانی، بازیگر
- ۱۳۹۸ - محمد احمدیان، معاون سازمان انرژی اتمی ایران